# Lepidozamia
Lepidozamia és un gènere de gimnospermes de la divisió Cycadophyta, família Zamiaceae nadiues d'Austràlia. Són pròpies dels boscos humits en l'est de Queensland i Nova Gal·les del Sud. Té un nombre de cromosomes de 2n = 18. S'han reconegut quatre espècies en aquest gènere, dues d'elles fòssils.

## Taxonomia
El gènere Lepidozamia té dues espècies actuals:
- Lepidozamia hopei Regel
- Lepidozamia peroffskyana Regel